# 로스 미세라블레스 (1973년 텔레노벨라)
《로스 미세라블레스》(스페인어: Los miserables)은 1973년 방영된 멕시코의 텔레노벨라이다.